# (332530) Canders
(332530) Canders ist ein Asteroid des mittleren Hauptgürtels. Er wurde von dem litauischen Astronomen Kazimieras Černis und dem lettischen Astronomen Ilgmārs Eglītis am 29. Juli 2008 mit dem Schmidt-Teleskop des Baldones astrofizikas observatorija des Astronomischen Institutes der Universität Lettlands in Riekstukalns bei Baldone (IAU-Code 069) entdeckt. Der Asteroid wurde dort beim Beobachten von 217 Positionen von 56 Asteroiden gemeinsam mit zum Beispiel den neu entdeckten Asteroiden (276162) 2002 LV61, (352646) Blumbahs und (428694) Saule gesichtet.
(332530) Canders wurde am 5. Januar 2015 nach dem deutschbaltisch-sowjetischen Gelehrten, Erfinder und Raketenbauer Friedrich Arturowitsch Zander (1887–1933) benannt, der auf Litauisch Fridrihs Canders geschrieben wird. Schon 1970 war ein Mondkrater der nördlichen Mondrückseite nach ihm benannt worden: Mondkrater Tsander. Für den Mondkrater wird auch die Schreibweise Zander benutzt.